# أنطونيو نوغويرا
أنطونيو نوغويرا (بالإسبانية: Antonio Noguera) هو لاعب كرة قاعدة فنزويلي، ولد في 29 أبريل 1984 في كاراكاس في فنزويلا.

## وصلات خارجية
- أنطونيو رودريغيز على موقعبيزبول رفرنس.كوم (الدوري الثانوي) (الإنجليزية)